# Rader Hochbrücke
Rader Hochbrücke (znany również jako Hochbrücke Rader Insel i Europabrücke) – most autostradowy koło Rendsburga, w kraju związkowym Szlezwik-Holsztyn, w Niemczech, w ciągu autostrady A7. Ma długość 1498 metrów i rozciąga się nad Kanałem Kilońskim. Jest drugim co do długości stalowym mostem drogowym w Niemczech za Mintarder Ruhrtalbrücke.